# Rhamphomyia triangulifera
Rhamphomyia triangulifera är en tvåvingeart som beskrevs av Bartak 2002. Rhamphomyia triangulifera ingår i släktet Rhamphomyia och familjen dansflugor. Inga underarter finns listade i Catalogue of Life.